# Séverine Goulois
Séverine Goulois, née le 18 avril 1982 à Béthune, est une footballeuse française évoluant au poste de défenseur.

## Carrière

### Carrière en club
Séverine Goulois joue au cours de son enfance à l'Étoile sportive de Bully-les-Mines. Elle rejoint en 1997 l'Union sportive ouvrière Bruay-la-Buissière. Elle devient ensuite joueuse du SC Schiltigheim en 2000, puis revient à l'USO Bruay en 2002. 
Elle rejoint en 2003 le FCF Hénin-Beaumont, avec lequel elle joue son premier match de première division lors de la saison 2003-2004.

### Carrière en sélection
Séverine Goulois compte trois sélections en équipe de France féminine entre 2003 et 2004. 
Elle reçoit sa première sélection en équipe nationale le 14 septembre 2003, en amical contre le Japon (match nul 2-2). Elle joue son dernier match le 20 mars 2004, en amical contre l'Italie (match nul 3-3).